# Hafs
Ne doit pas être confondu avec Warch.
Abū ʿUmar Ḥafṣ bin Sulaymān bin al-Muġīra bin Abī Dāwūd al-Asadī al-Kūfī, plus connu sous le nom Ḥafṣ (né en 90 H / 709 C.E., mort en 180 H / 796 C.E.),, est une figure importante dans l'art des lectures du Coran. Étant l'un des principaux transmetteurs de l'une des sept méthodes canoniques de la récitation du Coran, sa méthode, via Aasim ibn Abi al-Najud, est devenue la méthode la plus populaire dans la majorité du monde musulman.
La différence avec la méthode Warch est présentée dans l'article Warch 'an naafi'. 
En plus d'être l'élève de Aasim, Hafs était également son beau-fils . Après sa naissance à Bagdad, Hafs a finalement déménagé à La Mecque où il a popularisé la méthode de récitation de son beau-père. Finalement, la méthode de récitation de Hafs selon Aasim est devenue la méthode de récitation la plus populaire dans le monde musulman. Elle a même été la méthode officielle de l'Égypte, ayant été formellement adoptée dans l'impression égyptienne standard du Coran réalisée par Fouad Ier en 1923. La majorité des Masahif (livres de Coran) suivent aujourd'hui la lecture de Hafs à l'exception de ceux utilisés en Afrique du Nord et en Afrique de l'Ouest.
Il meurt en 796 C.E..